# Пусюмъя
Пусюмъя (устар. Пусюм-Я) — река в Берёзовском районе Ханты-Мансийского автономного округа. Устье реки находится на 3-м км правого берега реки Хулга. Длина реки составляет 11 км.

## Данные водного реестра
По данным государственного водного реестра России относится к Нижнеобскому бассейновому округу, водохозяйственный участок реки — Северная Сосьва, речной подбассейн реки — Северная Сосьва. Речной бассейн реки — (Нижняя) Обь от впадения Иртыша.